# Галерея Марины Гисич
Галерея Марины Гисич — галерея современного искусства в Санкт-Петербурге.

## История
Галерея Марины Гисич была основана в Санкт-Петербурге Мариной Гисич в 2000 году и являлась одной из первых галерей современного искусства города.
С самого открытия в круг авторов галереи входят классики современного российского искусства: Глеб Богомолов, Евгений Юфит; художники последних десятилетий российского искусства: Керим Рагимов, Владимир Кустов, Петр Белый, Виталий Пушницкий, Кирилл Челушкин, Иван Говорков и Елена Губанова, Григорий Майофис, Марина Алексеева, Борис Казаков, а также представители молодого поколения — Валерия Нибиру, Татьяна Ахметгалиева,  Иван Горшков, Тим Парщиков, Семен Мотолянец, Александр Шишкин.
Галерея также работает с иностранными художниками. Помимо этого она сотрудничает с музеями, фондами современного искусства в России и Европе (Государственный Русский Музей, Московский музей современного искусства, Мультимедиа Арт Музей, Новый музей, Музей Москвы, Waino Aaltonen Museum).

Галерея представляет современное искусство на российском и международном рынках. За последние годы под кураторским надзором Галереи Марины Гисич был реализован ряд проектов: Ural Vision Gallery (Екатеринбург), выставка «Кристаллизации»(Музей Вяйнё Аалтонена, Финляндия), Marina Gisich Gallery European Headquarters (Galerie Musee Kums, Бельгия). 
«С 2010 по 2013 год мы единственная в городе площадка, которая активно участвует в международных ярмарках современного искусства. Конечно, это нонсенс для такого мегаполиса, как Петербург. Да и на уровне всей России помимо нас с такой же регулярностью вывозит работы своих авторов только московская «Риджина». Честно говоря, я иногда устаю объяснять потенциальным коллекционерам в нашей стране, что такое современное искусство и как с ним можно жить, а у профессиональных собирателей за границей такие вопросы возникали, наверное, несколько десятков лет назад. Не хочу оставлять работу в России, но у меня есть желание развиваться и находиться в правильном глобальном контексте. Тем не менее мы двигаемся не только на запад, но и на восток. Это как в спорте, откуда я вышла: все должно быть симметрично. Для меня одинаково важны как участие в западных ярмарках, биеннале и выставочных проектах, так и экспансия в большие российские города».

## Художники галереи
Марина Алексеева, Татьяна Ахметгалиева, Пётр Белый, Глеб Богомолов, Анна и Алексей Ган, Андрей Горбунов, Иван Горшков, Дмитрий Грецкий, Губанова Елена и Говорков Иван, Сергей Денисов, Екутиэли Ноа, Борис Казаков, Владимир Кустов, Григорий Майофис, Александр Морозов, Валерия Нибиру, Тим Парщиков,  Виталий Пушницкий, Керим Рагимов, Иван Тузов, Кирилл Челушкин, Александр Шишкин-Хокусай, Евгений Юфит, Никита Пирумов.

## Известные выставки
- 2001 — «Sweet dreams are made of this»[8][9].
- 2003 — Петр Белый. «Голова художника»[10].
- 2003 — Керим Рагимов. «ROADOFF».
- 2004 — Григорий Майофис. «Избранные труды».
- 2004 — Проект Людвига. «Сила Безмолвия».
- 2005 — Керим Рагимов. «Человеческий проект»[11].
- 2006 — Петр Белый. «Круг 2».
- 2006 — Григорий Майофис. «Recent Works».
- 2007 — Петр Белый. «Мемориальное макетирование».
- 2007 — Алексей Филиппов. «Неооверлэппинг».
- 2008 — Петр Белый. «Библиотека Пиноккио»[12].
- 2013 — Петр Белый. «Русло»[13].
- 2014 — Татьяна Ахметгалиева. «Аллергия на пыль»[14][15][16].

## Ярмарки
Галерея Марины Гисич на протяжении многих лет принимала и продолжает принимать регулярное участие во многих международных ярмарках современного искусства. Среди них: Арт-Москва (с 2004 по 2010 гг.); COSMOSCOW (2010, 2014-2016 гг.); VIENNAFAIR (2011 - 2016); ARCO MADRID (2011-2012), CONTEMPORARY ISTANBUL (CI) (2012 - 2014); ART PARIS (2013), ART MIAMI (2016).